# Кастель-Івано
Кастель-Івано (італ. Castel Ivano) — муніципалітет в Італії, у регіоні Трентіно-Альто-Адідже, провінція Тренто. Муніципалітет утворено 1 січня 2016 року шляхом об'єднання муніципалітетів Спера (Італія), Стриньйо та Вілла-Аньєдо.
Кастель-Івано розташована на відстані близько 470 км на північ від Рима, 31 км на схід від Тренто.
Населення — 3301 особа (2016).
Щорічний фестиваль відбувається 9 лютого. Покровитель — Santa Apollonia.

## Демографія
Населення за роками:

Станом на 1 січня 2023 року в муніципалітеті офіційно проживали 192 іноземці з 30 країн, серед них 70 громадян країн Євросоюзу та 6 громадян України.

## Сусідні муніципалітети
- Самоне
- Скурелле
- Б'єно
- Івано-Фрачена
- П'єве-Тезіно
- Спера
- Азіаго
- Кастельнуово
- Оспедалетто